# Bandera de Durango
La Bandera de Durango consisteix en un rectangle de mesures idèntiques de color blanc. Entre el medi del camp blanc, té l'escut estatal i al centre, amb un diàmetre de tres quartes parts de l'ample d'aquest camp.
La bandera va ser adoptada oficialment el 9 de març de 2014 sota el comandament de Jorge Herrera Caldera, la qual cosa va quedar estipulada a la Llei de l'Escut, la Bandera i l'Himne.